# Viper (Fernsehserie)
Viper ist eine US-amerikanische Fernsehserie, in deren Mittelpunkt ein technisch hochentwickeltes Fahrzeug steht, das zur Verbrechensbekämpfung eingesetzt wird. Die Serie ist eine Mischung aus Science-Fiction und Action/Adventure.
In den Staffeln eins bis drei wird eine Dodge Viper RT/10 eingesetzt, in der vierten Staffel fahren die Hauptfiguren eine Viper GTS. Die Fahrzeuge verwandeln sich auf Knopfdruck vom gewöhnlichen Serienfahrzeug in einen silberfarbenen, stark gepanzerten und mit vielen Waffen ausgestatteten Wagen, mit dem die Verbrecherjagd unerkannt durchgeführt wird.

## Staffeln
Insgesamt existieren vier Staffeln mit 79 Folgen, die im Zeitraum von 1994 bis 1999 in den USA und ab der zweiten Staffel auch in Kanada gedreht wurden.

### Staffel 1
Die erste Staffel besteht aus 13 Folgen, darunter auch der zweiteilige Pilotfilm Gehirnwäsche. In ihm wird die Geschichte von Michael Payton aufgezeigt, einem Kriminellen, der für seine ausgezeichneten Fahrkünste berüchtigt ist. Die Polizei wählt ihn als Fahrer für ihre neue Geheimwaffe aus, die Viper. Dabei handelt es sich um ein hochmodernes Fahrzeug zur Verbrechensbekämpfung. Indem man Paytons Gedächtnis löscht, verwandelt man ihn in Joe Astor, der nun auf der Seite der Guten für Recht und Ordnung sorgen sollte.
Als das Geheimprojekt aus politischen Gründen verworfen wird, stiehlt Astor die Viper. Zusammen mit ihrem Erbauer Julian Wilkes und dem Chef des Polizeifuhrparkes Franklin X. Waters versucht er ab da allein, gegen das Verbrechen anzukämpfen.

### Staffel 2
Die zweite Staffel umfasst 22 Folgen. Aufgrund seines Erfolges wird das Projekt wieder von der Polizei übernommen. Ein neues Team wird zusammengestellt, lediglich Franklin X. Waters wird als Mechaniker übernommen. Der neue Fahrer wird Thomas Cole, der ebenso wie die Computerexpertin Allie Farrow und „Frankie“ Zutritt zum Complex hat, der neuen Schaltzentrale des Geheimprojektes.

### Staffel 3
Ebenfalls aus 22 Folgen besteht die dritte Staffel der Serie. Nun ohne Allie Farrow, dafür mit einem neuen Verbindungsmann zum FBI, Sherman Catlett, stellt sich das Team dem Verbrechen.
In der letzten Folge, Der doppelte Cole (engl. Originaltitel „About Face“), wird die Viper vom Team im Einsatz zerstört.

### Staffel 4
Wiederum aus 22 Folgen bestehend stellt die vierte Staffel die letzte dar. In der ersten Episode, Joes Comeback (engl. Originaltitel „The Return“), erlebt der Zuschauer die Rückkehr von Joe Astor, der Thomas Cole als Fahrer ablöst. Ebenfalls abgelöst wird der Wagen – eine kobaltblau-metallic Viper GTS ersetzt die bisher eingesetzte rote Viper RT/10.
Während der gesamten Staffel wird Joe Astor mit seiner Vergangenheit als Michael Payton konfrontiert. Die Staffel endet in der zweiteiligen Folge Wer ist Joe Astor? (engl. Originaltitel „Split Decision“), in der sich Astor zwischen seinen beiden Leben als Krimineller beziehungsweise als Polizist entscheiden muss.
Mit dem neuen Aussehen der Viper erhält sie neben der bekannten technischen Ausstattung (EMP, Haken, Drohne etc.) auch neues Equipment, wie den Hovercraft-Modus, in den sich die Viper bei Bedarf transformieren kann.
Die Farbe der Viper GTS, kobaltblau-metallic war eine Sonderanfertigung für die Serie.

## Synchronisation
Die deutsche Synchronisation entstand im Auftrag der Arena Synchron in Berlin.
| Rolle                    | Darsteller      | Synchronsprecher       |
| ------------------------ | --------------- | ---------------------- |
| Michael Payton/Joe Astor | James McCaffrey | Thomas Petruo          |
| Julian Wilkes            | Dorian Harewood | Martin Keßler          |
| Franklin X. Waters       | Joe Nipote      | Florian Krüger-Shantin |
| Cameron Westlake         | Heather Medway  | Andrea Aust            |
| Thomas Cole              | Jeff Kaake      | Walter Alich           |
| Allie Farrow             | Dawn Stern      | Mo Goudarzi            |
| Sherman Catlett          | J. Downing      | Rainer Doering         |